# Fosterdöd
Fosterdöd eller perinatal död innebär att ett foster dör i livmodern efter graviditetsvecka 22 eller föds så tidigt att den inte kan överleva. Neonatal fosterdöd innebär att barnet dör inom 28 dagar efter födseln. Fosterdöd ska skiljas från missfall som innebär att embryot dör före graviditetsvecka 22, för tidig födsel då fostret överlever och plötslig spädbarnsdöd.

## Beskrivning
Fosterdöd innebär intrauterin fosterdöd, när fostret dör i livmodern, eller att fostret dör strax efter förlossning. Fosterdöd kan också ske intrapartalt, det vill säga under själva förlossningen.
Fosterdöd kan bero på att modern insjuknar i en infektion, problem med moderkakan och navelsträngen, och missbildningar. Risken för fosterdöd ökar om modern är över 35 år gammal, om hon är överviktig, om hon röker, får graviditetsdiabetes, preeklampsi eller hypertoni.
Fosterdöd kan märkas genom att fostret slutar röra sig och sparka. Fosterdöd fastställs genom att man inte kan märka hjärtljud hos fostret, med ultraljud.

## Orsaker
Fosterdöd kan orsakas av rhesus-inkompatibilitet, en orsak som nästintill försvunnit i västvärlden sedan vaccin tagits fram mot detta. Kunskaper om kvävning under förlossning har lett till att denna orsak till fosterdöd, som tidigare var vanlig, också minskat avsevärt och numera inte är någon vanlig orsak till intrapartal fosterdöd. Tidig fosterdöd, fosterdöd före vecka 28, beror i ungefär 20 procent av fallen på att modern får en infektion. För tidig avlossning av moderkakan och missbildningar står för vardera 15 procent. Återstoden är idiopatiska, det vill säga att man inte kunnat fastställa en orsak till fosterdöden.
Ju längre framskriden graviditet före fosterdöd, desto oftare hittas ingen orsak.
Fosterdöd sker ofta, när fostret är mycket litet för sin ålder. Fosterdöd är vanligare vid tvilling- och trillingfödsel. Förutom fetma, rökning och hög ålder, är det vanligare om modern har låg inkomst, att hon har sköldkörtelsjukdom, njursjukdom, diabetes innan graviditeten eller SLE. Kvinnor som lidit av infertilitet och därför befruktats genom reproduktiv teknologi har en ökad förekomst av fosterdöd.

## Psykiska konsekvenser
Att vara med om fosterdöd betraktas numera som en psykisk kris, och det uppskattas att omkring 20 till 30 procent av mödrarna upplever något slag av allvarlig psykisk påverkan efter en sådan händelse. Fosterdöd kan leda till att modern drabbas av posttraumatiskt stressyndrom (PTSD), i synnerhet om det psykiska stödet efter händelsen varit dåligt och troligen om kvinnan övertalas till att se på och röra vid det döda fostret. Risken för PTSD ökar om hon blir gravid snabbt efter fosterdöden. Det finns också en risk för depression och ångeststörningar.
Studier tyder på att fäder och mödrar sörjer på olika sätt, och att de fäder som sörjer är mer benägna att känna skamkänslor och skuldkänslor än mödrarna.